# Andreï Sytchevoï
Andreï Ivanovitch Sytchevoï, né 16 mai 1969 dans la stanitsa Troitskaïa, dans le raïon de Krymsk (Kraï de Krasnodar, RSFSR, URSS) est un officier militaire russe. Commandant de la 8e armée combinée de la Garde du district militaire sud de février 2019 à novembre 2021, puis lieutenant général (2019) . Depuis le 28 février 2022, il fait l'objet de sanctions personnelles de l'Union européenne, prise en réponse à l'invasion de l'Ukraine par la Russie.

## Biographie
Il est diplômé de l'école militaire Souvorov. En 1990, il est diplômé de l'École supérieure de commandement des chars de la Garde d'Oulianovsk. En 2002 il obtient son diplôme à l'Académie militaire Frounze, en 2016 à l'Académie militaire de l'état-major général des forces armées de la Russie. Après avoir obtenu son diplôme universitaire, il a servi dans des unités de chars et de fusillés motorisés, après avoir gravi tous les postes de commandant de peloton à commandant de formation. Une fois son diplôme de l'Académie interarmes en poche, il a continué à occuper des postes allant de commandant adjoint de régiment à commandant adjoint de division.
De novembre 2009 à janvier 2011 il est le commandant de la 70e brigade de fusiliers motorisés de la Garde du district militaire d'Extrême-Orient. D'août 2011 à janvier 2012 il devient commandant de la 59e brigade de fusiliers motorisés distincte du district militaire est. De mai 2013 à août 2014 il est commandant de la 2e division de fusiliers motorisés de la Garde également appelé la division Taman du district militaire ouest. Après avoir été diplômé de l'Académie militaire de l'état-major général des forces armées, il est nommé chef d'état-major de la 5e armée combinée du district militaire est.
Depuis janvier 2017 il est Commandant adjoint - Chef d'état-major de la 8e Armée combinée de la Garde de la Région militaire Sud. Depuis février 2019 - Commandant de la 8e armée combinée de la Garde du district militaire sud. Le 22 février 2019, il a reçu le grade militaire de lieutenant général.
En février 2022, des sanctions personnelles ont été imposées contre A. I. Sytchevoï par l'Union européenne dans le cadre de l'invasion de l'Ukraine par la Russie. Le 20 juillet 2022, Sergueï Choïgou révèle qu'il est le commandant des forces russes du district militaire ouest en Ukraine,; poste dont-il est relevé le 3 octobre 2022 au profit de Roman Berdnikov.

## Liens
- Biographie sur le site du ministère de la Défense de la Russie